# Lomas de Nopalapa
Lomas de Nopalapa es una localidad de México localizada en el municipio de Mineral de la Reforma en el estado de Hidalgo. La localidad se encuentra conurbada a la ciudad de Pachuca de Soto.

## Historia
El INEGI la reconoce oficialmente como localidad el 15 de abril de 2015.

## Geografía
Se encuentra en la región geográfica de la Cuenca de México (Valle de Tizayuca). Le corresponden las coordenadas geográficas 20° 01’ 15.679” de latitud norte y 98° 42’ 58.288” de longitud oeste, con una altitud de 2341 m s. n. m. Cuenta con un clima semiseco templado.
En cuanto a fisiografía se encuentra en la provincia del Eje Neovolcanico, dentro de la subprovincia de Lagos y volcanes de Anáhuac; su terreno es de llanura. En lo que respecta a la hidrografía se encuentra posicionado en la región del Pánuco, dentro de la cuenca del río Moctezuma, y en la subcuenca del río Tezontepec.

## Demografía
En 2020 registró una población de 865 personas, lo que corresponde al 0.43 % de la población municipal. De los cuales 397 son hombres y 468 son mujeres. La localidad pertenece a la zona Metropolitana de Pachuca.